# Ne mogu skriti svoju bol
Chansons représentant la Yougoslavie au Concours Eurovision de la chanson
Dan ljubezni
(1975) Lejla
(1981)
Ne mogu skriti svoju bol (en français Je ne peux pas cacher ma douleur) est la chanson représentant la Yougoslavie au Concours Eurovision de la chanson 1976 à La Haye aux Pays-Bas. Elle est interprétée par Ambasadori.

## Eurovision
Radio-Televizija Bosne i Hercegovine organise un concours de sélection. Elle retient notamment la chanson et le groupe, dont le membre Slobodan Vujović est son compositeur. Lors de la finale, elle l'emporte grâce au jury qui lui donne la note maximale alors que le public préférait une autre chanson, Baj, baj, baj de Bisera Veletanlić.
La chanson est la dix-huitième et dernière de la soirée, suivant Un, deux, trois interprétée par Catherine Ferry pour la France.
À la fin des votes, la chanson obtient 10 points des jurys nationaux et finit à la dix-septième et avant-dernière place sur dix-huit participants.
Vexée par les mauvais résultats depuis plusieurs années, Radio-Televizija Bosne i Hercegovine décide en septembre 1976 de se retirer du Concours Eurovision de la chanson ; elle reviendra en 1981.

### Points attribués à l'Allemagne
| 10 points | 9 points | 8 points | 7 points    | 6 points |
| --------- | -------- | -------- | ----------- | -------- |
|           |          |          |             |          |
| 5 points  | 4 points | 3 points | 2 points    | 1 point  |
|           | - France | - Grèce  | - Allemagne | - Suisse |